# Marguerite Béclard d’Harcourt
Marguerite Béclard d’Harcourt (geb. Marguerite Béclard; * 24. Februar 1884 in Paris; † 2. August 1964 in Paris) war eine französische Musikethnologin und Komponistin.

## Leben
Béclard d’Harcourt entstammte einer Medizinerfamilie. Ihr Großvater war der Anatom Pierre-Augustin Béclard, ihr Vater der Physiologe und Dekan der Medizinischen Fakultät der Sorbonne Jules Béclard. Sie studierte an der Schola Cantorum bei Abel Decaux, Vincent d’Indy und Maurice Emmanuel. 1908 heiratete sie den Ethnologen Raoul d'Harcourt.
Als Musikwissenschaftlerin forschte sie zur Musik der Inkas in Peru und zur frankokanadischen Folklore. Neben kammermusikalischen und sinfonischen Werken komponierte sie u. a. ein Ballett und eine Oper. Außerdem orchestrierte sie das posthume Poème du Rhône ihres Lehrer Maurice Emmanuel und die unvollendete Oper Die Heirat von Modest Mussorgski.

## Werke
- 50 Mélodies populaires indiennes (1923)
- Raïmi, ou la Fête du soleil, Ballett (1926)
- Trois Sonnets de la Renaissance (1930)
- Quatuor à cordes (1930)
- Trois mouvements symphoniques (1932)
- Les Enfants dans l’enclos, Lieder (1934–1935)
- 24 Chansons populaires du Vieux Québec (1936)
- Sonate à trois (1938)
- Dierdane, lyrisches Drama (1937–1941)
- Sonatine für Flöte und Klavier (1946)
- 2. Sinfonie «Les Saisons» (1951–1952) …

## Schriften
- mit Raoul d’Harcourt: La Musique des Incas et ses survivances, (1925)
- Chansons populaires françaises du Canada: leur langue musicale, (1956)